# Liste von Chemiekatastrophen
Eine Chemiekatastrophe ist die im allgemeinen Sprachgebrauch verwendete Bezeichnung für einen verheerenden Unfall, bei dem Gifte freigesetzt werden. Durch den unkontrollierten Austritt von giftigen oder gesundheitsschädlichen Substanzen wird dabei ein wesentlicher Teil des entstandenen Gesamtschadens an Menschen und Umwelt verursacht.
Giftkatastrophen können durch ein einmaliges, plötzliches Ereignis ausgelöst werden oder das Ergebnis eines langandauernden Prozesses sein. Oft können die freigesetzten Stoffe Jahre oder Jahrzehnte später noch Schäden an der Bevölkerung (z. B. Anstieg der Fälle von Krebs) oder an der Umwelt anrichten.

## Liste von Chemiekatastrophen
In die untenstehende Liste wurden folgende Ereignisse nicht aufgenommen:
- Durch kriegerische Handlungen bzw. in bewaffneten Konflikten absichtlich verursachte oder billigend in Kauf genommene Ereignisse.
- Katastrophen mit Erdöl- und Erdgas-Produkten
- Unfälle beim Transport von Gefahrgut
- Brand- und Explosionskatastrophen, die nicht mit Chemikalien zusammenhängen

Diese Ereignisse sind unter den Siehe auch-Links zu finden.
Außerdem ist, unter anderem auch aufgrund der restriktiven Informationspolitik der vormaligen Ostblock-Staaten und der Volksrepublik China, diese Liste außerhalb der Länder Westeuropas unvollständig.

### Plötzlich eingetretene Ereignisse
| Datum              | Ereignis                                                                              | Ort                                   | Staat                                | Unfallursache | Freigesetzte Substanz                                                                      | Tote (mind.)  | Verletzte (mind.) | Weitere Schäden |
| ------------------ | ------------------------------------------------------------------------------------- | ------------------------------------- | ------------------------------------ | --- | ------------------------------------------------------------------------------------------ | ------------- | ----------------- | --- |
| 21. September 1921 | Explosion des Oppauer Stickstoffwerkes                                                | Oppau                                 | Deutschland                          | Explosion | Zersetzungsprodukte von Ammoniumsulfatnitrat                                               | 559           | >1900             | Ein Großteil der Häuser in der Ortschaft Oppau wurden komplett zerstört. |
| 20. Mai 1928       | Stoltzenberg-Skandal                                                                  | Hamburg                               | Deutschland                          | Explosion | Phosgen                                                                                    | 10            |                   | |
| 28. Juli 1948      | Kesselwagenexplosion in der BASF                                                      | Ludwigshafen am Rhein                 | Deutschland                          | Explosion | Dimethylether, „Giftige Gase“                                                              | 207           | 3818              | |
| 06. Juli 1967      | Eisenbahnunglück von Langenweddingen                                                  | Langenweddingen                       | DDR                                  | Explosion | Benzin                                                                                     | 94            | 150               | wegen defekter Bahnschranke kommt ein Tankwagen nicht zum Halten |
| 11. Juli 1968      | Chemieunfall in Bitterfeld                                                            | Bitterfeld                            | DDR                                  | Explosion | Vinylchlorid                                                                               | 42            | >200              | |
| 19. Dezember 1968  | RAW Cottbus                                                                           | Cottbus                               | DDR                                  | Brand | Benzol                                                                                     | 2             | 5                 | Unsachgemäße Schneid- und Schweißarbeiten an einem Kesselwagen |
| 19. Juni 1969      | Fischsterben im Mittelrhein im Juni 1969                                              | Mittel- und Niederrhein (Niederlande) | Deutschland                          | Ungeklärt | Endosulfan                                                                                 | Keine bekannt |                   | Massives, umfassendes Fischsterben |
| 07. April 1970     | Naphtalinbrand im Teerwerk Erkner                                                     | Erkner                                | DDR                                  | Kurzschluss | Naphtalin                                                                                  | 0             | 10                | 70 Tonnen Naphtalin |
| 13. Juni 1970      | Explosion eines Benzintanks im Minol-Tanklager in Magdeburg-Rothensee                 | Magdeburg-Rothensee                   | DDR                                  | Leuchtraketen aus der von den sowjetischen Streitkräften genutzten Herren-Krug Kaserne                                                                             | Benzin                                                                                     | 0             | 0                 | Hoher Sachschaden |
| 01. Juni 1974      | Flixborough-Unglück                                                                   | Flixborough                           | England                              | Explosion | Cyclohexan                                                                                 | 28            | 89                | |
| 19. Juli 1974      | Explosion in Ethanolanlage                                                            | Litvínov                              | ČSSR                                 | defekte Rohrleitung | Ethanol                                                                                    | 17            | 124               | 313 Gebäude zerstört |
| 10. Juli 1976      | Sevesounglück                                                                         | Seveso                                | Italien                              | Unkontrollierte chemische Reaktion | „Dioxin“, TCDD                                                                             | 0             |                   | Viele Nutztiere verendet. 200 Menschen an Chlorakne erkrankt. |
| 04. Juli 1978      | Explosion in Gasverdichterstation                                                     | Sayda                                 | DDR                                  | Austreten von Erdgas | Erdgas                                                                                     | 2             | 10                | Hoher Sachschaden |
| 11. Juli 1978      | Flüssiggas tritt aus Tankwagen aus und entzündet sich                                 | Los Alfaques, Katalonien, Spanien     | Spanien                              | Austreten von Flüssiggas | Propan/Butan                                                                               | 217           | 300               | 2/3 des Campingplatzes total zerstört |
| 22. Februar 1982   | Gasreinigungsanlage                                                                   | Schwarze Pumpe                        | DDR                                  | Bildung von Sauerstoff in einer Gasreinigungskolonne | Stadtgas                                                                                   | 2             | 0                 | Hoher Sachschaden in der Gasreinigungsanlage |
| 03. Dezember 1984  | Katastrophe von Bhopal                                                                | Bhopal                                | Indien                               | Unkontrollierte chemische Reaktion | Methylisocyanat u. a.                                                                      | 3800          |                   | |
| 01. November 1986  | „Grossbrand von Schweizerhalle“ (Lagerhalle der damaligen Fa. Sandoz, heute Novartis) | Schweizerhalle bei Basel              | Schweiz                              | Feuer | Ca. 30 Tonnen mit Pflanzenschutzmitteln (Z. B. Atrazin, Disulfoton) belastetes Löschwasser | 0             |                   | Fisch- und Aalsterben vom Brandort am Hochrhein über den gesamten Oberrhein bis in den Mittelrhein (Ca. 300 km) |
| 14. Januar 1987    | Explosion im Kraftwerk Boxberg                                                        | Boxberg                               | DDR                                  | Explosion des Wasserstoffkühlkreislaufes | Wasserstoff                                                                                | 0             | 0                 | Einphasiges zweisträngiges Rückschalten des Generators infolge einer eingefrorenen Druckluftleitung wegen einer gesprungenen Fensterscheibe |
| 4. Mai 1988        | Chemieunfall bei PEPCON Explosion von Raketentreibstoff                               | Henderson (Nevada)                    | USA                                  | Auslöser: Brand durch Funkenflug bei Schweißarbeiten | über 4000 Tonnen Ammoniumperchlorat                                                        | 2             | 372               | |
| 23. Oktober 1989   | Explosion im Houston Chemical Complex der Fa. Phillips 66                             | Houston                               | USA                                  | Brand und Explosion | Polyethylen                                                                                | 23            | 314               | |
| 21. Juli 1992      | Brand in der Fa. Allied Colloids                                                      | Low Moor, Bradford                    | England                              | Brand | Azobis(isobutyronitril) (AIBN)                                                             | 0             |                   | Fischsterben (10.000 Fische) |
| 22. Februar 1993   | Produktionsunfall (Hoechst AG)                                                        | Frankfurt-Griesheim                   | Deutschland                          | Unkontrollierte chemische Reaktion | o-Nitroanisol                                                                              | 0             | 0                 | Großflächige Verschmutzung der Umgebung mit gelbem Pulver |
| 01. Juni 1996      | Eisenbahnunfall von Schönebeck                                                        | Schönebeck                            | Deutschland                          | Brand | Vinylchlorid                                                                               | 0             | 0                 | Brand nach Entgleisung von mit Vinylchlorid gefüllten Kesselwagen |
| 20. November 1997  | Eisenbahnunfall von Elsterwerda                                                       | Elsterwerda                           | Deutschland                          | Brand | Benzin, Dieselkraftstoff                                                                   | 2             | 8                 | Brand nach Entgleisung von mit Benzin und Dieselkraftstoff gefüllten Kesselwagen, da der Lokführer vergessen hat die Schläuche der Bremsleitung miteinander zu verbinden |
| 25. April 1998     | Grubenunglück von Los Frailes                                                         | Aznalcóllar                           | Spanien                              | Dammbruch | schwermetallhaltige Tailings                                                               | 0             |                   | Fischsterben |
| 30. Januar 2000    | Baia-Mare-Dammbruch                                                                   | Baia Mare                             | Rumänien                             | Dammbruch | cyanidhaltige Tailings                                                                     | 0             |                   | Fischsterben in der Theiß |
| 21. September 2001 | Explosion in Toulouse                                                                 | Toulouse                              | Frankreich                           | Explosion | Ammoniumnitrat                                                                             | 31            |                   | |
| 25. Dezember 2003  | Gasexplosion von Chuandongbei                                                         | Gaoqiao                               | Volksrepublik China                  | Gasbohrloch-Explosion | Erdgas, Schwefelwasserstoff                                                                | 191           | >4000             | |
| 23. April 2004     | Explosion einer PVC-Anlage der Fa. Formosa Plastics                                   | Illiopolis, Illinois                  | USA                                  | Brand und Explosion |                                                                                            | 5             | 5                 | |
| 06. Januar 2005    | Eisenbahnunfall von Graniteville                                                      | Graniteville, South Carolina          | USA                                  | Zugunglück | Chlorgas                                                                                   | 10            |                   | |
| 23. März 2005      | Raffinerieexplosion in Texas City der Fa. British Petroleum (BP)                      | Texas City                            | USA                                  | Brand und Explosion |                                                                                            | 15            | 170               | |
| 13. November 2005  | Chemieunfall von Jilin                                                                | Jilin                                 | Volksrepublik China                  | Explosion | Anilin, Benzol, Nitrobenzol                                                                | 5             |                   | Fischsterben im Sungari |
| 21. Dezember 2006  | Explosion Gefäß, Agrolinz Melamine International (AMI)                                | Linz                                  | Österreich                           | Explosion | Knallgas                                                                                   | 2             | 1                 | Entdeckung einer neuen Gefahrenlage: Kohlensäure korrodiert Stahl, Wasserstoff bildet sich, ergibt mit Luft im Gefäß Knallgas, Heißarbeiten außen entzündeten dieses |
| 23. Februar 2010   | Umweltkatastrophe am Lambro 2010                                                      | Monza                                 | Italien                              | absichtlich herbeigeführt | Dieselkraftstoff                                                                           | 0             | 0                 | Fischsterben im Po |
| 20. April 2010     | Explosion Deepwater Horizon                                                           | 29° N, 88° W                          | Küste Mexiko                         | Explosion | Öl                                                                                         | 11            | 0                 | |
| 04. Oktober 2010   | Kolontár-Dammbruch                                                                    | Ajka                                  | Ungarn                               | Dammbruch | Rotschlamm                                                                                 | 10            | 150               | Fischsterben im Marcal |
| 30. November 2012  | Chemikalienaustritt                                                                   | Paulsboro, New Jersey                 | USA                                  | Zugunglück, Entgleisung | Vinylchlorid                                                                               | 0             | 0                 | Ungefähr 87 Kubikmeter Vinylchlorid in die Luft freigesetzt worden |
| 17. April 2013     | Explosion in der West Fertilizer Company                                              | West, Texas                           | USA                                  | Explosion | Ammoniumnitrat                                                                             | 14            |                   | |
| 13. August 2015    | Explosion im Chemiewerk Litvínov                                                      | Litvínov                              | Tschechien                           | Explosion | Propylen                                                                                   | 0             | 0                 | Ausfall des Propylenkühlkreislaufes |
| 12. August 2015    | Explosionskatastrophe von Tianjin 2015                                                | Tianjin                               | Volksrepublik China                  | Explosionen | Natriumcyanid, Calciumcarbid und ev. weitere                                               | 173           | 797               | |
| 05. November 2015  | Dammbruch von Bento Rodrigues                                                         | Mariana, Minas Gerais                 | Brasilien                            | Dammbruch | schwermetallhaltige Tailings                                                               | ca. 20        |                   | Fischsterben im Rio Doce |
| 17. Oktober 2016   | Unfall bei der BASF in Ludwigshafen 2016                                              | Ludwigshafen am Rhein                 | Deutschland                          | Ansägen falscher Rohrleitung |                                                                                            | 7             | 28                | |
| 22. März 2018      | Explosion in einer Erdölraffinerie der Fa. Unipetrol                                  | Kralupy nad Vltavou                   | Tschechien                           | Explosion bei der Reinigung eines leeren Tanks für Treibstoffe |                                                                                            | 6             | 2                 | |
| 07. Mai 2020       | Gasleck in einer Plastikfabrik der Fa. LG Chem                                        | Visakhapatnam                         | Indien                               | Gasleck | Styrol                                                                                     | 13            | >1000             | |
| 04. August 2020    | Explosionskatastrophe im Hafen von Beirut                                             | Beirut                                | Libanon                              | Übergreifen auf Feuerwerk eines durch Funkenflug bei Reparaturarbeiten entstandener Brandes führt zur Explosion von unsachgemäß gelagertem Sprengstoff/Düngemittel | 2750 Tonnen Ammoniumnitrat                                                                 | 130           | 5000              | Schwere Verwüstungen, 300.000 Menschen obdachlos |
| 27. Juli 2021      | Explosion im Chempark Leverkusen                                                      | Leverkusen                            | Deutschland                          | Explosion |                                                                                            | 7             | 31                | |
| 02. September 2021 | Leck in einer Speicheranlage für Giftstoffe der Catoca-Diamantenmine                  | Lunda Sul                             | Angola, Demokratische Republik Kongo | Leck |                                                                                            | 12            | 4500              | Rötliche Verfärbung eines Zuflusses des Kongo, eine große Zahl von Fischen verendete |
| 21. Oktober 2021   | Brand nach Explosion in einer Flüssiggasanlage                                        | Dresden                               | Deutschland                          | Brand eines Flüssiggastanks | Propan/Butan                                                                               | 0             | 2                 | |
| 28. Juni 2022      | Chlorgas-Unfall von Akaba                                                             | Akaba                                 | Jordanien                            | Gasaustritt nach Transportunfall | Chlorgas                                                                                   | 13            | 250               | |
| 05. August 2022    | Brand                                                                                 | Mantanzas                             | Kuba                                 | Brand von 2 Öltanks | Benzin/Diesel                                                                              | 1             | 125               | Gewitterblitz entzündete einen mit 26.000 m³ Öl halbvollen Tank, der am 6.8. einstürzte. Der 2. brennende Tank war voll (52.000 m³ Öl) und stürzte in der Nacht auf 8. 8. ein. |
| 16. Januar 2023    |                                                                                       |                                       | Nordostchina                         | |                                                                                            |               | 34                | |
| 03. Februar 2023   | Eisenbahnunfall von East Palestine                                                    | East Palestine, Ohio                  | USA                                  | Zugunglück, Entgleisung | Vinylchlorid, Butylacrylat, 2-Ethylhexylacrylat, Isobutylen, Ethylenglycolmonobutylether   |               |                   | |
| 22. November 2023  | Brand                                                                                 | Anyang                                | China                                | Lagerhalle für Chemikalien |                                                                                            | 38            |                   | |
| 05. Februar 2024   | Explosion in einer Chemiefabrik in                                                    | Ninxa                                 | China                                | |                                                                                            | 0             | 2                 | |
| 27. Mai 2025       | Hochwassereinbruch in der Salzgrube                                                   | Praid                                 | Rumänien                             | Dammbruch | hochkonzentrierte Sole                                                                     | 0             | 0                 | Wasserschutzschicht wurde durch 100-faches Wasservolumenstrom des Baches Corund durchgebrochen. Steinsalz wurde ausgelöst von der Untetagebau und wurde ins Bach zurückgefließen. Alle Lebewesen sind wegen die stark erhöhte Salzkonzentration ausgestorben im Bach und im nachfolgender Fluss Târnava Mică und Mureș. |

### Langfristige Ereignisse
| Datum                         | Ereignis                      | Ort                    | Land        | Ursache | Freigesetzte Substanz         | Betroffene |
| ----------------------------- | ----------------------------- | ---------------------- | ----------- | --- | ----------------------------- | --- |
| mindestens bis 1993           | Bleiberger Bergwerks Union    | Arnoldstein, Kärnten   | Österreich  | Luft- und Bodenkontamination aus den Betrieben eines Chemie- und Bergbauunternehmens                                                     | Blei, Cadmium, Schwefeldioxid | |
| 1788–1985                     | Chemische Fabrik Marktredwitz | Marktredwitz           | Deutschland | Bodenkontamination aus dem Betrieb eines Chemieunternehmens                                                                              | Quecksilberverbindungen       | Mitarbeiter |
| 1932–1968                     | Minamata-Krankheit            | Minamata               | Japan       | Abwässer | Methylquecksilber             | Über 2.000 Betroffene wurden anerkannt; möglicherweise sind über 3.000 Personen aufgrund der Vergiftung verstorben. |
| 1950–heute                    | Itai-Itai-Krankheit           | Präfektur Toyama       | Japan       | Abwässer aus Minenbetrieb | Cadmium                       | |
| 1965–heute                    | Gressenicher Krankheit        | Stolberg               | Deutschland | Kontamination durch Bleihütte | Cadmium und Blei              | |
| (1952–1981) Sommer 2012–heute | HCB-Skandal im Görtschitztal  | Görtschitztal, Kärnten | Österreich  | Bodenkontamination wahrscheinlich durch Verwerten von HCB-belastetem Blaukalk aus der Deponie der Donau Chemie im Zementwerk Wietersdorf | Hexachlorbenzol (HCB)         | |

## Abwehrmaßnahmen
Zur Katastrophenabwehr verfügt nicht nur der Katastrophenschutz über entsprechendes Gerät, sondern auch der Feuerwehr und dem THW stehen durch den Gefahrstoffzug Geräte zur Begegnung eines solchen Schadensfalles zur Verfügung. Für Chemietransportunfälle hat die Chemie-Industrie das TUIS-Projekt ins Leben gerufen. Von Seiten der Europäischen Union wurde die Richtlinie 96/82/EG (Seveso-II-Richtlinie) erlassen, um Großschadensereignissen in gefahrgeneigten Betrieben vorzubeugen.